# Turandot (sprookje)

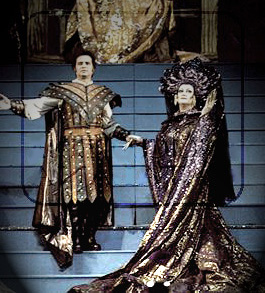
Montserrat Caballé en Pedro Lavirgen in het Groot Lyceumtheater tijdens de opvoering van Turandot 1980

Turandot is een novellesprookje, dat voor zover bekend voor het eerst in de 13e eeuw is opgetekend en zijn grootste bekendheid geniet door de Italiaanse opera Turandot van Giacomo Puccini uit 1924-1926, die is gebaseerd op de gelijknamige commedia dell'arte van Carlo Gozzi uit 1762.

## Het verhaal
Een prinses wil alleen trouwen met een man die de drie raadsels die zij hem zal opgeven, kan oplossen. Slaagt de man hierin niet, dan zal hij ter dood worden gebracht. Vele jonge edelen komen een poging wagen, maar ze kunnen haar raadsels niet beantwoorden. Zodoende begint het knekelhuis in de tuin van het paleis vol beenderen en doodskoppen te raken.
Op een dag arriveert er een arme varkenshoeder, die veel over het bestaan heeft nagedacht en die zijn geluk ook wil beproeven. In aanwezigheid van twaalf geleerden stelt de prinses hem haar vragen. "Welke boom draagt aan de ene kant lichte en aan de andere kant zwarte bladeren?" De jongeman antwoordt: "De boom, die aan de aarde de lichte dagen en de zwarte nachten geeft." Het antwoord wordt goedgekeurd en het volgende raadsel luidt: "Wie kan heel de wereld overzien, en ontdekt nergens haars gelijke?" Ook ditmaal antwoordt de varkenshoeder correct: "De zon." De derde vraag luidt: "Welke moeder is er op de wereld, die al haar kinderen opslokt?" Het antwoord is: "Wie anders dan de zee! Zij slokt al de stromen en rivieren en waters op, die van haar voortkomen."
Na dit goede antwoord staat niets een huwelijk tussen de varkenshoeder en de prinses nog in de weg, en uiteindelijk zal de held als koning regeren.

## Oorsprong
De oudst bekende bron van het Turandotsprookje is de vierde vertelling uit het allegorische epos 'Haft paikar' uit 1209 van de Perzische dichter Nezami-ye Ganjavi (ca. 1141-1209). In de jaren 1710-12 werd het Turandot-sprookje vanuit het Perzisch in het Frans vertaald door François Pétis de La Croix in zijn Duizend-en-één dag, de tegenhanger van Duizend-en-één-nacht. Op deze vertaling volgden verschillende toneelbewerkingen. Het sprookje van Turandot ontleent later zijn grootste bekendheid aan de letterkunde, het toneel en de opera.
Het Turandotsprookje is nauw verwant aan de Aarne en Thompson-sprookjestypen 'Het raadsel' (AT 851), 'Boots Who Made the Princess Say, "That's A Story"' (AT 852) en 'The Hero Catches the Princess With her Own Words' (AT 853).